# Ensign N175
O  N175 é o modelo da Ensign da temporada de 1975 e da Boro (Boro 0011) em 1976 e 1977 da Fórmula 1. Foi guiado por Gijs van Lennep, Roelof Wunderink, Chris Amon, Larry Perkins e Brian Henton.

## Resultados[1][2]
(legenda) 
| Ano  | Chassi | Motor                | N° | Pilotos          | 1   | 2   | 3   | 4    | 5   | 6    | 7     | 8   | 9    | 10   | 11  | 12    | 13    | 14    | 15  | 16  | 17  | Pontos | Posição  |  |
| ---- | ------ | -------------------- | -- | ---------------- | --- | --- | --- | ---- | --- | ---- | ----- | --- | ---- | ---- | --- | ----- | ----- | ----- | --- | --- | --- | ------ | -------- |  |
|      |        |                      |    |                  |     |     |     |      |     |      |       |     |      |      |     |       |       |       |     |     |     |        |          |  |
|      |        |                      |    |                  | ARG | BRA | RSA | ESP  | MON | BEL  | SWE   | NED | FRA  | GBR  | GER | AUT   | ITA   | USA   |     |     |     |        |          |  |
| 1975 | N175   | Ford Cosworth DFV V8 | 31 | Gijs van Lennep  |     |     |     |      |     |      |       |     | 15 G |      |     |       |       |       |     |     |     | 12     | 13°      |  |
| 1975 | N175   | Ford Cosworth DFV V8 | 31 | Chris Amon       |     |     |     |      |     |      |       |     |      |      |     | 12 G  |       |       |     |     |     | 12     | 13°      |  |
| 1975 | N175   | Ford Cosworth DFV V8 | 31 | Roelof Wunderink |     |     |     |      |     |      |       |     |      |      |     |       |       | Ret G |     |     |     | 12     | 13°      |  |
| 1975 | N175   | Ford Cosworth DFV V8 | 32 | Chris Amon       |     |     |     |      |     |      |       |     |      |      |     |       | 12 G  |       |     |     |     | 12     | 13°      |  |
| 1975 | N175   | Ford Cosworth DFV V8 | 31 | Roelof Wunderink |     |     |     |      |     |      |       |     |      | NQ G |     |       |       |       |     |     |     | 12     | 13°      |  |
| 1975 | N175   | Ford Cosworth DFV V8 | 19 | Gijs van Lennep  |     |     |     |      |     |      |       |     |      |      | 6 G |       |       |       |     |     |     | 12     | 13°      |  |
|      |        |                      |    |                  |     |     |     |      |     |      |       |     |      |      |     |       |       |       |     |     |     |        |          |  |
|      |        |                      |    |                  | BRA | RSA | USW | ESP  | BEL | MON  | SWE   | FRA | GBR  | GER  | AUT | NED   | ITA   | CAN   | USA | JPN |     |        |          |  |
| 1976 | 001    | Ford Cosworth DFV V8 | 37 | Larry Perkins    |     |     |     | 13 G | 8 G | NQ G | Ret G |     |      |      |     |       |       |       |     |     |     | 0      | NC (16°) |  |
| 1976 | 001    | Ford Cosworth DFV V8 | 27 | Larry Perkins    |     |     |     |      |     |      |       |     |      |      |     | Ret G |       |       |     |     |     | 0      | NC (16°) |  |
| 1976 | 001    | Ford Cosworth DFV V8 | 40 | Larry Perkins    |     |     |     |      |     |      |       |     |      |      |     |       | Ret G |       |     |     |     | 0      | NC (16°) |  |
|      |        |                      |    |                  |     |     |     |      |     |      |       |     |      |      |     |       |       |       |     |     |     |        |          |  |
|      |        |                      |    |                  | ARG | BRA | RSA | USW  | ESP | MON  | BEL   | SWE | FRA  | GBR  | GER | AUT   | NED   | ITA   | USA | CAN | JPN |        |          |  |
| 1977 | 001    | Ford Cosworth DFV V8 | 38 | Brian Henton     |     |     |     |      |     |      |       |     |      |      |     |       | DSQ G | NQ G  |     |     |     | -      | NC       |  |

↑1  Chassi Ensign N175 renomeado de Boro 001.
↑2  O N174 foi utilizado por Wunderink nos GPs: Espanha, Mônaco, Áustria e Itália e por van Lennep: Holanda.